# Thea Richter (Bildhauerin)
Thea Richter (* 28. Februar 1945 in Ottendorf-Okrilla) ist eine deutsche Bildhauerin und Objektkünstlerin.

## Leben
Thea Richter absolvierte die Schule in Ottendorf-Okrilla und eine Lehre als Schrift- und Plakatmalerin. Von 1965 bis 1971 studierte sie bei Jutta Damme, Gerhard Kettner, Herbert Kunze und Paul Michaelis Malerei und Grafik an der Hochschule für Bildende Künste Dresden. Für ihre Diplomarbeit bei Michaelis schuf sie drei 110 × 90 cm große Ölgemälde zu dem Thema Frauen im Sozialismus, das Porträt einer Weberin und einer Melkerin und ein Selbstporträt als FDJlerin. Vorgesehen waren diese Bilder als Wandschmuck des Lehrerzimmers der Fachschule des VEB Textilkombinat Cottbus.
Seit dem Abschluss des Studiums arbeitet Thea Richter in Ottendorf-Okrilla als freischaffende Grafikerin und seit 1979 als Bildhauerin und Objektkünstlerin.

## Fotografische Darstellung Thea Richters (Auswahl)
- Christian Borchert: Porträt Thea Richter (1980)[1]

## Mitgliedschaften
- bis 1990: Verband Bildender Künstler der DDR
- seit 1989: Dresdner Sezession 89 (Gründungsmitglied)
- seit 1989: Sächsische Akademie der Künste, Klasse Bildende Kunst

## Ehrungen
- 1994 Gabriele Münter Preis
- 1994 Ernst-Rietschel-Kunstpreis

## Werke (Auswahl)

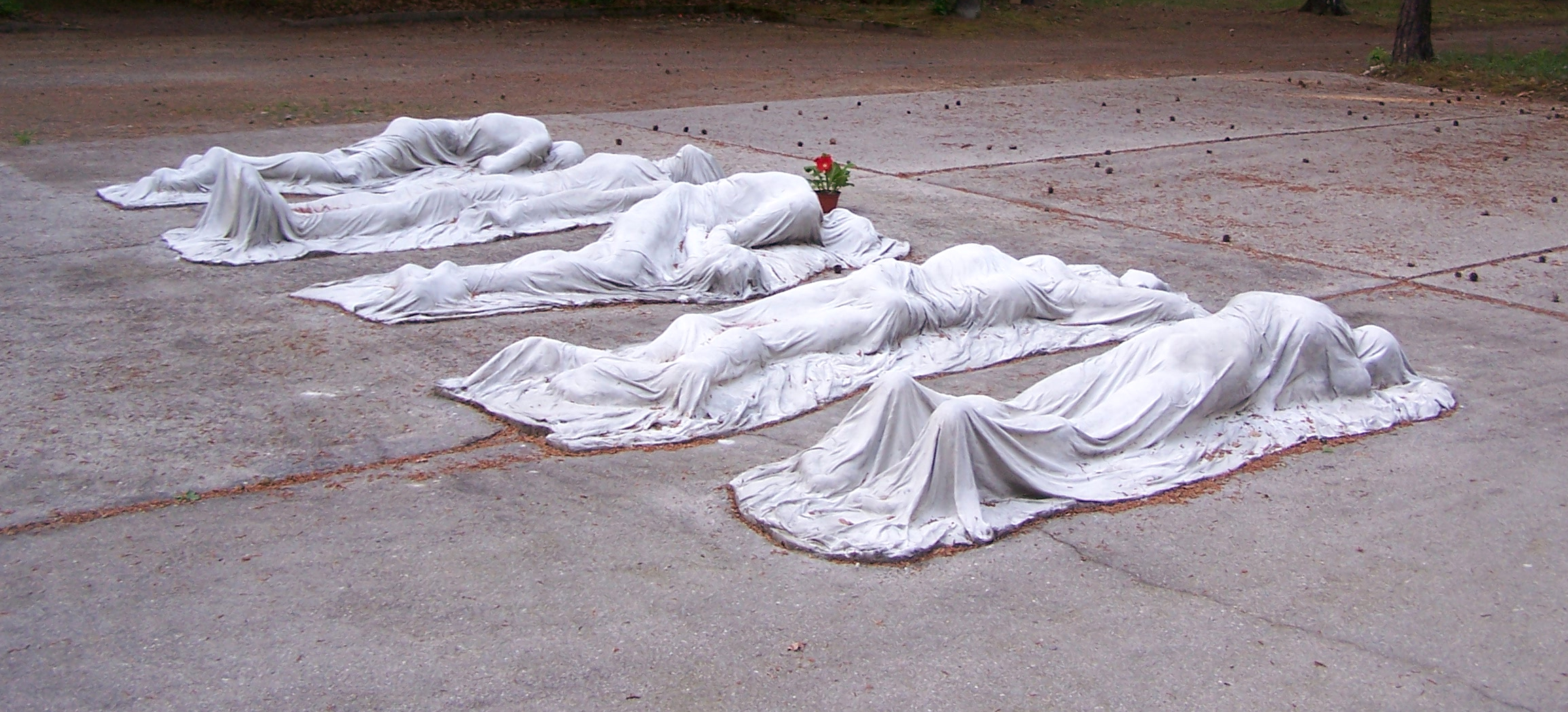
Gedenkstätte für Kriegsgefangene und Zwangsarbeiter aus der Sowjetunion (1989), Heidefriedhof Dresden
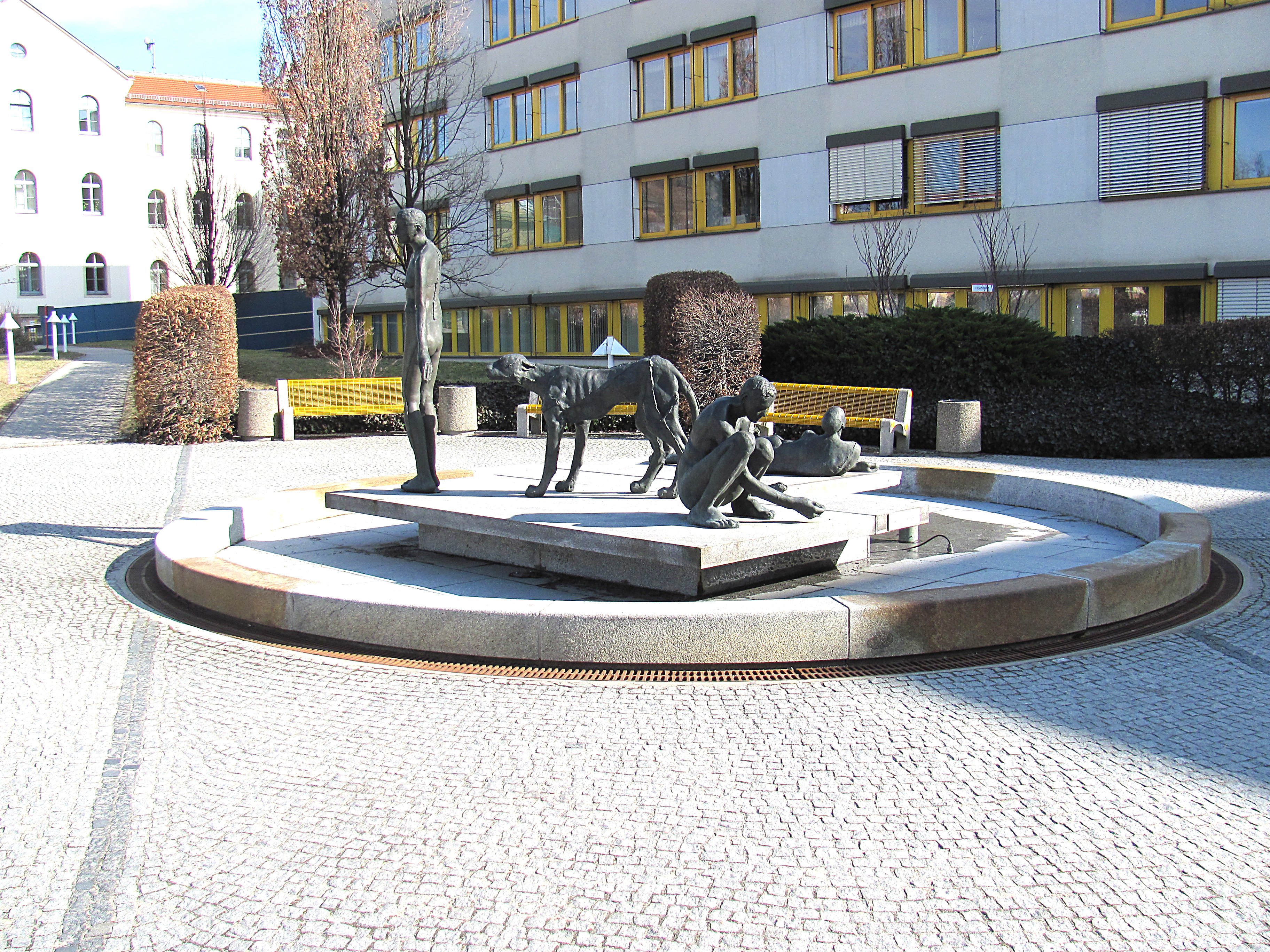
Brunnen, Elblandklinikum Radebeul
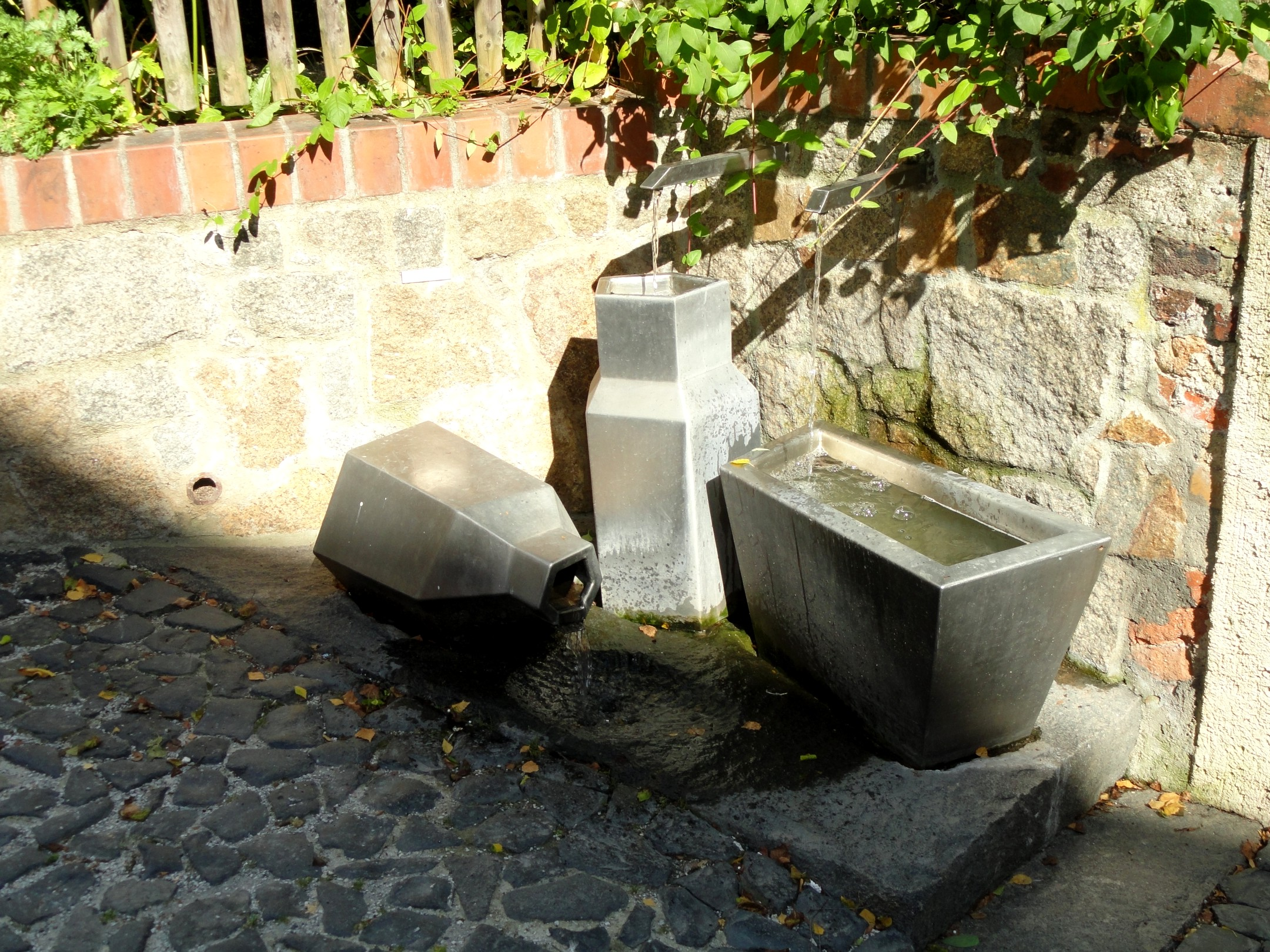
Brunnen Milchkannen, Hainwald, Görlitz

## Ausstellungen (unvollständig)

### Einzelausstellungen
- 1979: Galerie Nord Dresden
- 1982: Leonhardi-Museum Dresden
- 1983: Klub der Intelligenz Dresden
- 1986: Galerie Mitte Dresden
- 1986: Humboldt-Galerie Berlin
- 1988: Berliner Dom
- 1991: Galerie Comenius Dresden
- 1992: Nassauischer Kunstverein Wiesbaden
- 1993: Städtische Galerie Wetzlar
- 1994: Künstlerhaus Saarbrücken
- 1995: Kunst-Raum Saarbrücken, Galerie Nord Dresden
- 1996: Torhausgalerie Braunschweig
- 1998: Kleine Galerie Alte Försterei Ilmenau
- 2004: Sächsische Akademie der Künste
- 2005: Galerie drei Dresden

### Teilnahme an zentralen und wichtigen regionalen Ausstellungen in der DDR
- 1979 und 1985: Dresden, Bezirkskunstausstellungen
- 1980: Frankfurt/Oder, Sport- und Ausstellungszentrum („Junge Künstler der DDR “)
- 1985: Cottbus, Staatliche Kunstsammlungen („Zeichnungen in der Kunst der DDR. 1974-1984“)
- 1987/1988: Dresden, X. Kunstausstellung der DDR (mit der Zweifigurengruppe Sitzende, Gips)[2]